# Laurêncio (excetor)

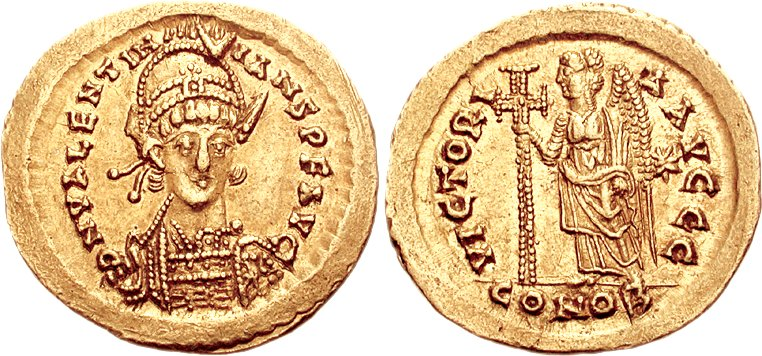
Soldo de Valentiniano III r.

Laurêncio (em latim: Laurentius; m. 451) foi um oficial romano do século V, ativo durante o reinado do imperador Valentiniano III (r. 423–455). Um excetor do senado, ele assinou as atas da reunião do senado realizada em Roma em 25 de dezembro de 438, o momento da promulgação do Código de Teodósio. Sabe-se que ele faleceu em 451 em Roma e que seu corpo foi sepultado em 12 de março.